# Ernesto Paolillo
Ernesto Paolillo (Bari, 6 febbraio 1946) è un banchiere e dirigente sportivo italiano.

## Biografia

### Formazione e carriera
Laureatosi in Economia e Commercio all'Università Cattolica del Sacro Cuore di Milano, riesce a ricoprire una serie di ruoli di primo piano in vari istituti bancari come la direzione finanziaria del Banco Lariano (1979-1993), la direzione centrale di Interbanca (1993-1994) e direzione generale della Banca Popolare di Milano (1994-2004). Tuttora ricopre diverse cariche importanti, tra le quali la vicepresidenza della Banca Akros, la presidenza del Finetwork - Financial Network srl, la presidenza onoraria del Forex Club e al ruolo di Consigliere di Fiera Milano SpA, della SEA dell'Associazione per lo Sviluppo degli Studi di Banca e Borsa, della Fondazione Pier Lombardo e della Fondazione Emergency. Dal 2012 è docente del corso di Economia e gestione delle imprese sportive presso l'Università Cattaneo - LIUC di Castellanza, e inoltre consigliere di amministrazione della holding di investimento RedFish Longterm Capital S.p.A.

### Presidente dello Spezia e dirigente dell'Inter
Ha iniziato la sua esperienza sportiva come presidente dello Spezia Calcio dal 19 novembre 2004 all'8 luglio 2005, facendo evitare alla squadra ligure il fallimento e riuscendo a vincere la Coppa Italia di Serie C del 2005. Successivamente fa il suo ingresso nel Consiglio d'amministrazione dell'Inter con delega al settore giovanile e nel 2006 diventa amministratore delegato e direttore generale in sostituzione di Mauro Gambaro. Paolillo, insieme a Michel Platini, presidente UEFA, e a Jean-Michel Aulas, presidente del Lione e membro dell'Eca, è uno dei fondatori del "Fair Play Finanziario": ogni società di calcio, in base alle direttive dell'UEFA, è chiamata a riequilibrare il proprio bilancio per evitare l'esclusione dalle competizioni calcistiche europee.
Il 30 maggio 2012, con una lettera apparsa sul sito ufficiale della squadra nerazzurra, lascia l'incarico di direttore generale ringraziando il presidente Massimo Moratti. Il 9 giugno, dopo la vittoria del Campionato Primavera, abbandona anche il ruolo che ancora ricopriva nel settore giovanile dichiarando che sarà docente di Economia dello Sport. Il 29 settembre, in concomitanza con l'assemblea soci della squadra nerazzurra, viene formalizzato l'abbandono dell'incarico. Abbandona anche il consiglio dell'Eca, l'European Club Association, lasciando il suo posto al presidente della Juventus Andrea Agnelli.